# Ірен Монтала
Ірен Монтала (ісп. Irene Montalà; нар. 18 липня, 1976, Барселона, Іспанська держава) — іспанська акторка театру і кіно. Найбільш відома ролями в популярних серіалах «Чорна лагуна» та «Корабель».

## Біографія
Ірен Монтала народилася 18 липня 1976 року у Барселоні. Навчалася на курсах акторської майстерності під керівництвом Чікі Берри та Мануеля Лілло. Почала свою кар'єру на каналі TV3 (телесеріал «Нове місто»). Незабаром стала однією з найуспішніших телеакторок Іспанії. Монтала також бере участь у кінематографічних проєктах[джерело?].

## Фільмографія

### Фільми
- 2013 — «Безболісний»[en]

### Серіали
- 2009—2010 — «Чорна лагуна» — Ребекка
- 2011—2013 — «Корабель» — Хулія Вілсон